# Ong khoái
Ong khoái (danh pháp khoa học: Apis dorsata) hay ong mật khổng lồ Đông Nam Á, là một loài ong mật phân bố ở miền Nam và Đông Nam Á chủ yếu tại các khu vực rừng như Terai của Nepal. Các phân loài với những cá nhân lớn nhất là ong mật ong vách núi Himalaya - Apis dorsata laboriosa - nhưng điển hình Apis dorsata công nhân từ các phân loài khác có chiều dài khoảng 17–20 mm.
Tổ được xây chủ yếu là xây dựng ở những nơi rất cao so với mặt đất, trên cành cây có đủ điều kiện ánh sáng độ thông thoáng thường là những cành cây của những cây lâu năm có độ soải 30 độ và chiếc ánh sáng mặt trời tổ có thể cách mặt đất 60cm tới độ cao vài chục mét và dưới vách đá nhô ra, và đôi khi trên các mỏm nhô ra hay phần nối của các tòa nhà. Apis dorsata là một con ong phòng thủ và có thể được thuần dưỡng bởi con người, những người dân đi rừng thợ lành nghề có thể gác kèo nuôi ong và cũng có thể bắt chúng một cách thuần thục để thuần dưỡng mặc dù chúng có tính bầy đàn và rất hung dữ kể cả khi đã được thuần dưỡng . Mỗi bầy ong bao gồm một chiếc tổ thẳng đứng đơn (đôi khi đến gần một mét vuông) treo lủng lẳng, và lược thường được bao phủ bởi một khối lượng dày đặc của các con ong trong một vài lớp. Khi bị quấy rầy, ong thợ có thể biểu hiện một hành vi phòng thủ được biết đến như "làn sóng phòng thủ". Khi ong mật khổng lồ trong tổ tạo sóng, chúng hướng đến hai đối tượng chính: đầu tiên là bạn cùng tổ phối hợp tham gia hoạt động với chúng, và những con có thể bị khuấy động theo. Các tác giả thừa nhận rằng các thành viên trong đàn ong tập hợp với nhau thành một mạng lưới dày đặc hình thành nên "bức màn ong" ở cả hai bên lỗ tổ ong, chúng liên tục phát và nhận thông tin về tình hình của tổ, thông báo về công việc ngày này qua ngày khác của chúng bao gồm: tìm kiếm thức ăn, sinh sản, tái tổ chức và các hoạt động phòng vệ. Đối tượng thứ hai chính là những kẻ săn mồi như ong bắp cày và các loài động vật có vú.
Ong khoái là một trong những loài ong độc và khá nguy hiểm. Chúng rất đông và bao gồm một con ong chúa và nhiều ong thợ. Ong chúa thường to và dài hơn ong thợ. Sau mỗi mùa mật chúng thường tạo các con ông chúa để tách bầy phân đàn để duy trì nòi giống. Chúng sẽ săn và đốt chết kẻ thù trong phạm vi vài km (1-2km). Chúng rất dị ứng với ánh sáng và nếu bị rọi đèn vào ban đêm chúng sẽ bâu lại và cắn chết kẻ thù nhưng chúng rất sợ khói và lửa như các loài ong khác. Bị đốt với lượng lớn như trên nếu không cứu chữa kịp thời, bệnh nhân có thể tử vong do suy gan, suy thận cấp và nhiễm trùng máu. Khi bị đốt bạn sẽ cảm thấy đau buốt hoa mắt chóng mặt... có thể sơ cứu bằng cách uống nhiều nước rau dền, đu đủ và đắp bó toàn thân sau đó đi bệnh viện cấp cứu kịp thời. Lưu ý bạn có thể chết nếu bị đốt quá nhiều từ 10 đến vài trăm con sẽ tử vong nếu không được cấp cứu kịp thời. Sau khi bị đốt vài ngày người bạn sẽ sưng phù toàn thân và vết đốt có thể bị thối rữa hoại tử nặng dẫn đến nhiễm trùng

## Phân loài
Michael S. Engel đã công nhận các phụ loài sau:
- Apis dorsata dorsata; chủ yếu từ Ấn Độ
- Apis dorsata binghami Cockerell; (ong mật Indonesia) từ Malaysia và Indonesia
- Apis dorsata breviligula Maa; from Philippines
- Apis dorsata laboriosa Fabricius; (ông mật vách đá Himalaya hay Ong đá), cũng ở Myanma, Lào, và nam Trung Hoa

## Hình ảnh

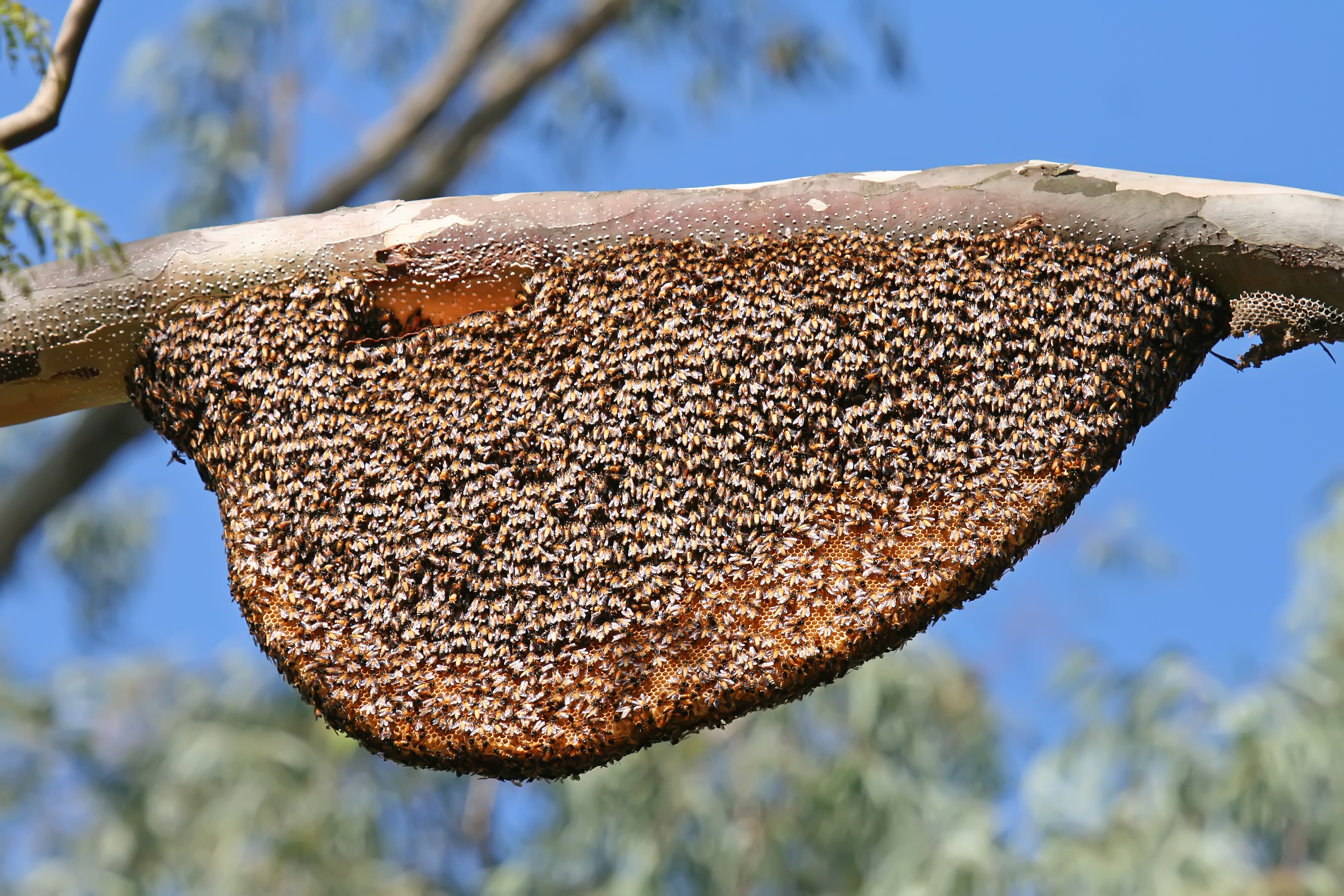
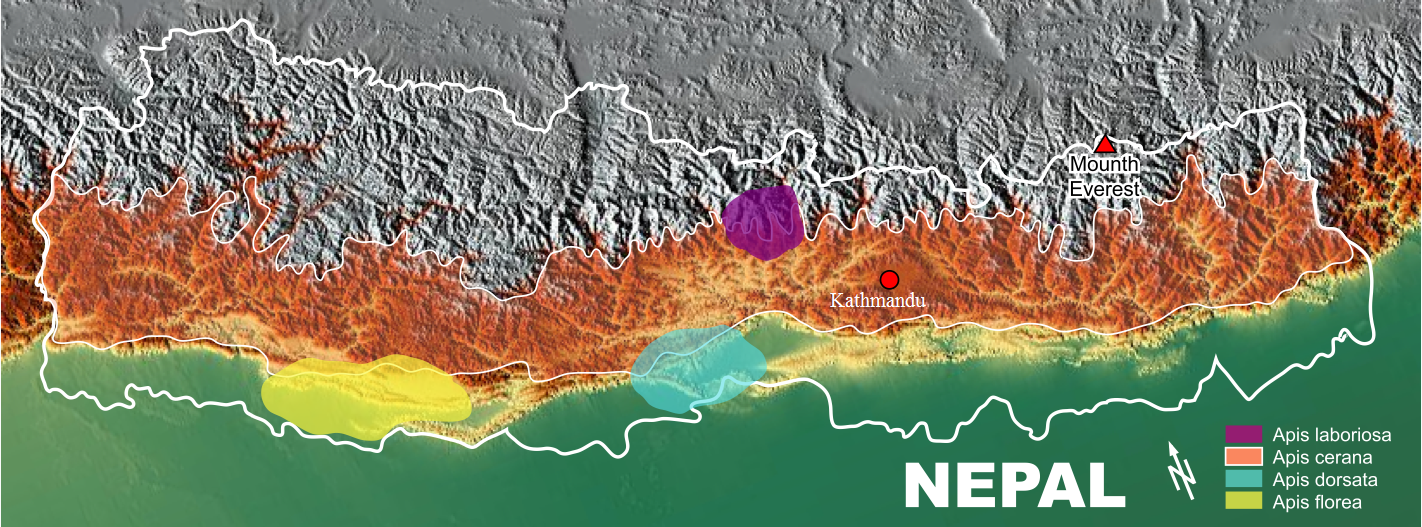
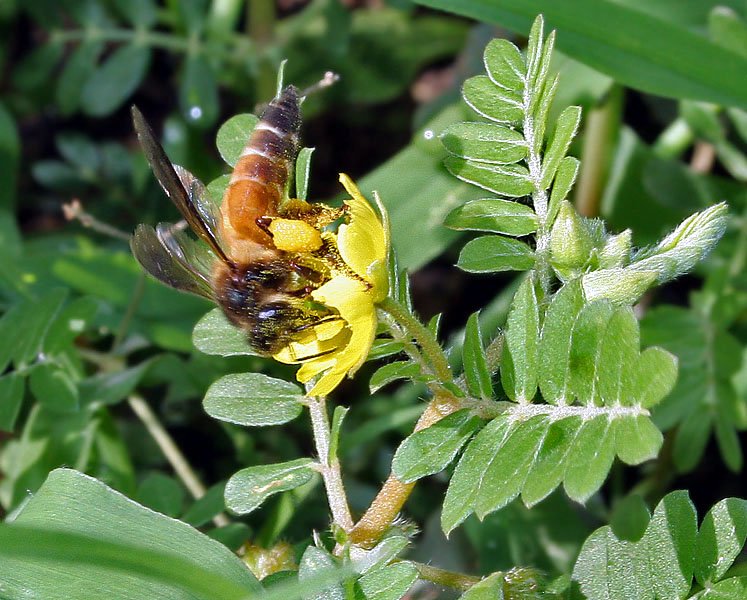
Apis dorsata trên Tribulus terrestris ở Hyderabad, Ấn Độ
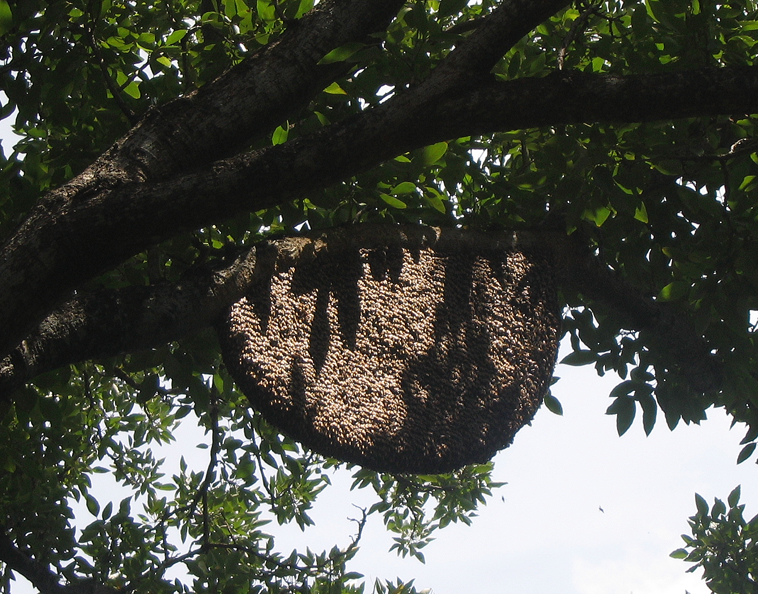
Tổ Apis dorsata, Thái Lan. Tổ dài khoảng 1 mét.